# 约翰内斯·里德伯

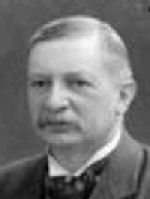
约翰内斯·里德伯

约翰内斯·罗伯特·里德伯（1854年11月8日—1919年12月28日），瑞典物理学家，发现了光谱学中的里德伯公式。

## 生平
里德伯1854年出生于瑞典的哈尔姆斯塔德，1873年进入瑞典隆德大学，1875年获得学士学位，1879年发表《论圆锥面的结构》学位论文，获得数学博士学位，并留在伦德大学担任数学讲座教师。1882年担任物理学讲师，1897年获得物理学助理教授职位，1901年被任命为终身教授，并任物理系系主任。1919年当选英国皇家学会外国会员。1919年12月28日在瑞典隆德去世，终年65岁。

## 成就
1890年里德伯开始从事元素的物理、化学性质和结构的研究，发表了题为《化学元素发射光谱结构的研究》的论文。里德伯认为，元素的光谱线是由三种不同类型的线系叠加而成的，它们分别是：位于可见光波段、谱线比较尖锐的锐线系；位于近红外波段、密度比较稀疏、谱线比较弥散的漫线系；以及位于紫外波段的主线系。并且大部分谱线都属于主线系。
里德伯观测了一些列元素的谱线，并从他的同行方面搜集了大量光谱资料。经过仔细研究后，里德伯采用了前人已经提出的用波数（波长的倒数）表示谱线的方法，总结出具有普遍意义的光谱线公式——里德伯公式。里德伯起初并不知道1885年瑞士数学教师巴耳末已将氢原子的谱线表示成巴耳末公式。当他获知巴耳末公式后，他发现用波数表示的巴耳末公式是自己得到的公式的一个特例，里德伯公式比巴耳末公式更具有普遍意义。然而里德伯公式仅仅是一个经验公式，里德伯未能深入探究这一公式所蕴涵的物理意义。直到1913年丹麦物理学家尼尔斯·玻尔创立了玻尔模型，里德伯公式才得到合理的解释。

## 参阅
- 里德伯公式
- 里德伯常量
- 里德伯原子

## 延伸閱讀
- Sutton, Mike. “Getting the numbers right – the lonely struggle of Rydberg.” Chemistry World, Vol. 1, No. 7, July 2004.
- Martinson, Indrek; L.J. Curtis.  (PDF). NIM B. 2005, 235: 17–22  [2013-03-01]. Bibcode:2005NIMPB.235...17M. doi:10.1016/j.nimb.2005.03.137. （原始内容存档 (PDF)于2008-03-06）.

## 外部連結
- 約翰·J·奧康納; 埃德蒙·F·羅伯遜, ,  （英语）